# Point de fusion congruent
Une substance solide possède un point de fusion congruent quand le liquide produit à son point de fusion a la même composition chimique. Dans le cas contraire son point de fusion est dit incongruent. On dit aussi de la fusion d'une substance qu'elle est congruente ou incongruente.
Ce point de fusion se trouve sur les diagrammes solide-liquide (diagramme de phase) et se caractérise par l'intersection d'une ligne verticale avec le sommet du liquidus (point D sur la figure ci-contre [ la figure n'est plus visible !!]). Sur ce diagramme, le solide constitué de A et de B en mélange 50/50 est un réel composé défini. Celui-ci est stable jusqu'à sa fusion au-delà de laquelle il devient un mélange homogène liquide de A et de B.  
Le diagramme a donc la forme de deux diagrammes solide-liquide simples côte à côte. Le premier diagramme correspondant au mélange A avec le composé AB et le second correspondant au mélange entre le composé AB et B.

## Chauffage vers une fusion congruente
Toujours avec l'exemple du diagramme proposé :
- Quand un mélange solide de 60 % de A et de 40 % de B est chauffé, il commence à fondre à la température fixée par la ligne horizontale C. Le liquide issu de cette fusion a la composition C (approximativement 75 % de A et 25 % de B) et le solide s'enrichit en B. Le point décrivant le système est donc déplacé vers la droite sur la ligne horizontale. Par exemple 59 % de A et 41 % de B.
- En continuant de chauffer ce mélange (solide + liquide de A et de B), la température ne change pas mais le point décrivant le système continue de se déplacer vers la droite jusqu'à ce que le solide ait la composition A/B = 50/50. Ce solide est accompagné d'un liquide de composition C.
- En continuant de chauffer, il n'apparait plus de liquide et la température du système augmente le long de la verticale menant à D. La température se fixe alors au point de fusion de AB. Il s'agit d'une fusion congruente car le liquide qui se forme a la même composition que le solide.
- Note : pendant la première partie de la fusion (déplacement sur l'horizontale), le liquide qui apparaissait avait la composition C alors que le solide avait une composition différente (et variable). La fusion n'était donc pas congruente.

## Refroidissement
Dans le cas du diagramme ci-contre, le refroidissement d'un mélange 60 % A et 40 % B laisse apparaître un solide à la température correspondant à l'intersection entre cette composition et l'arc CD. Ce solide est de composition AB. Cela enrichit le liquide en A et le point du diagramme représentant le système se déplace sur la gauche, le long de cet arc. La température du système diminue donc, au fur et à mesure que AB se forme.
Arrivé en C, le mélange se solidifie à température constante pendant qu'il se forme des cristaux de A et des cristaux de AB.

## Mélanges congruents et non-congruents

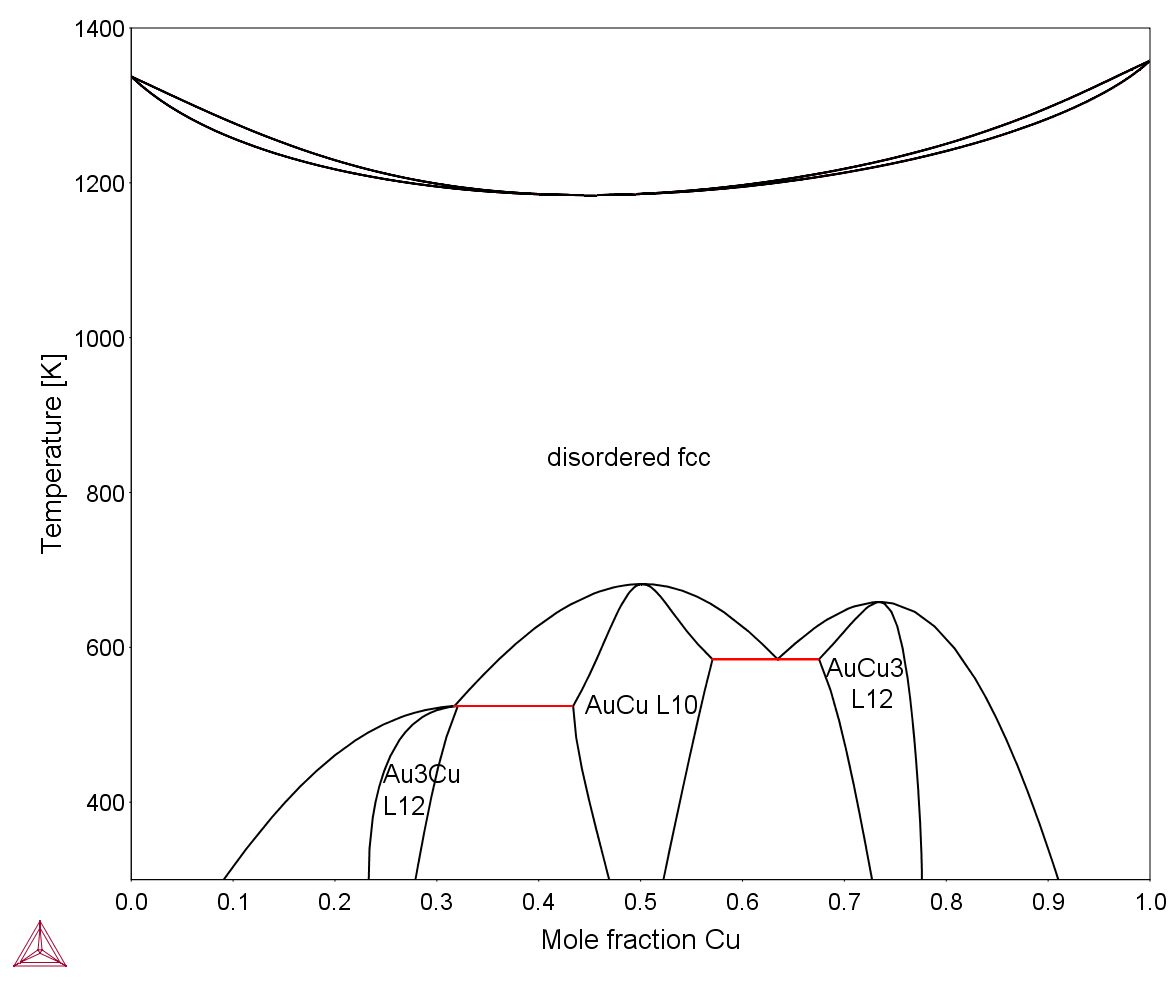
Diagramme de phase de l'alliage or-cuivre (Au-Cu). Les courbes d'équilibre liquide-solide, entre 1100 K et 1400 K, présentent un point de fusion congruent à 1180 K (910 °C) pour une composition d'environ 44 % molaire de cuivre.

Le solide à fusion congruente n'est pas toujours un mélange 50/50. Par exemple dans le cas du mélange magnésium/zinc, le composé défini possède la formule MgZn2.
Le mélange fer/silicium présente un composé défini FeSi à fusion congruente et un composé défini FeSi2 à fusion non congruente.